# 裕廊
裕廊（/dʒuːrɒŋ/）是位于新加坡西区的西南部的一个地名，主要包括裕廊东，裕廊西，文礼，裕廊岛和新加坡西部群岛等区域。

## 历史
1945年第二次世界大战日本战败后，成为新加坡直辖殖民地，依靠1960年代的工业化使得裕廊成为新加坡的重要工业园区。
如今，裕廊的快速增长和大量发展使其成为这个城邦中人口最稠密的工业区之一。

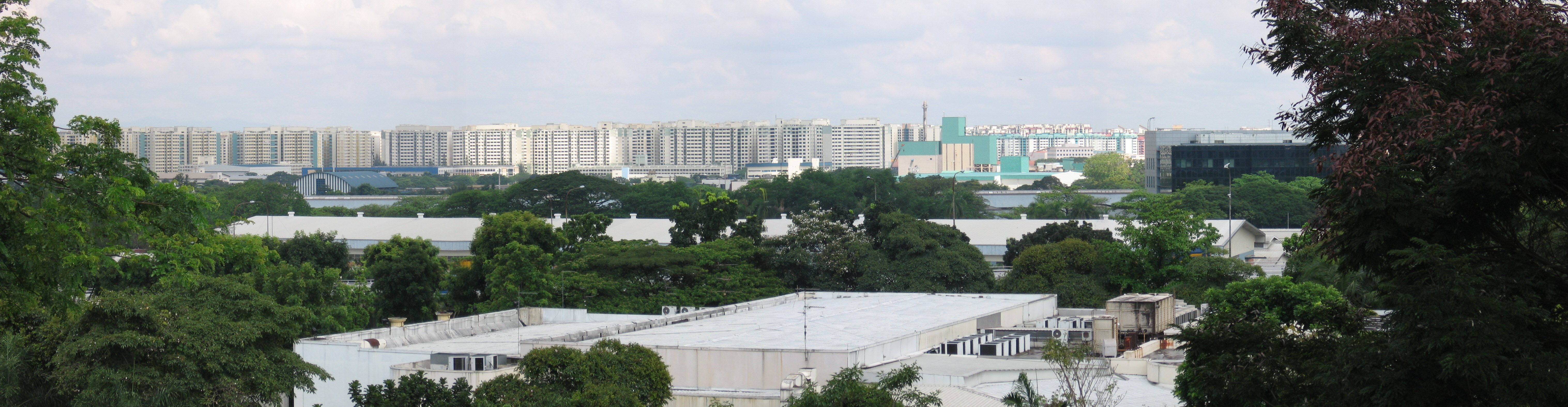
裕廊西

## 画廊

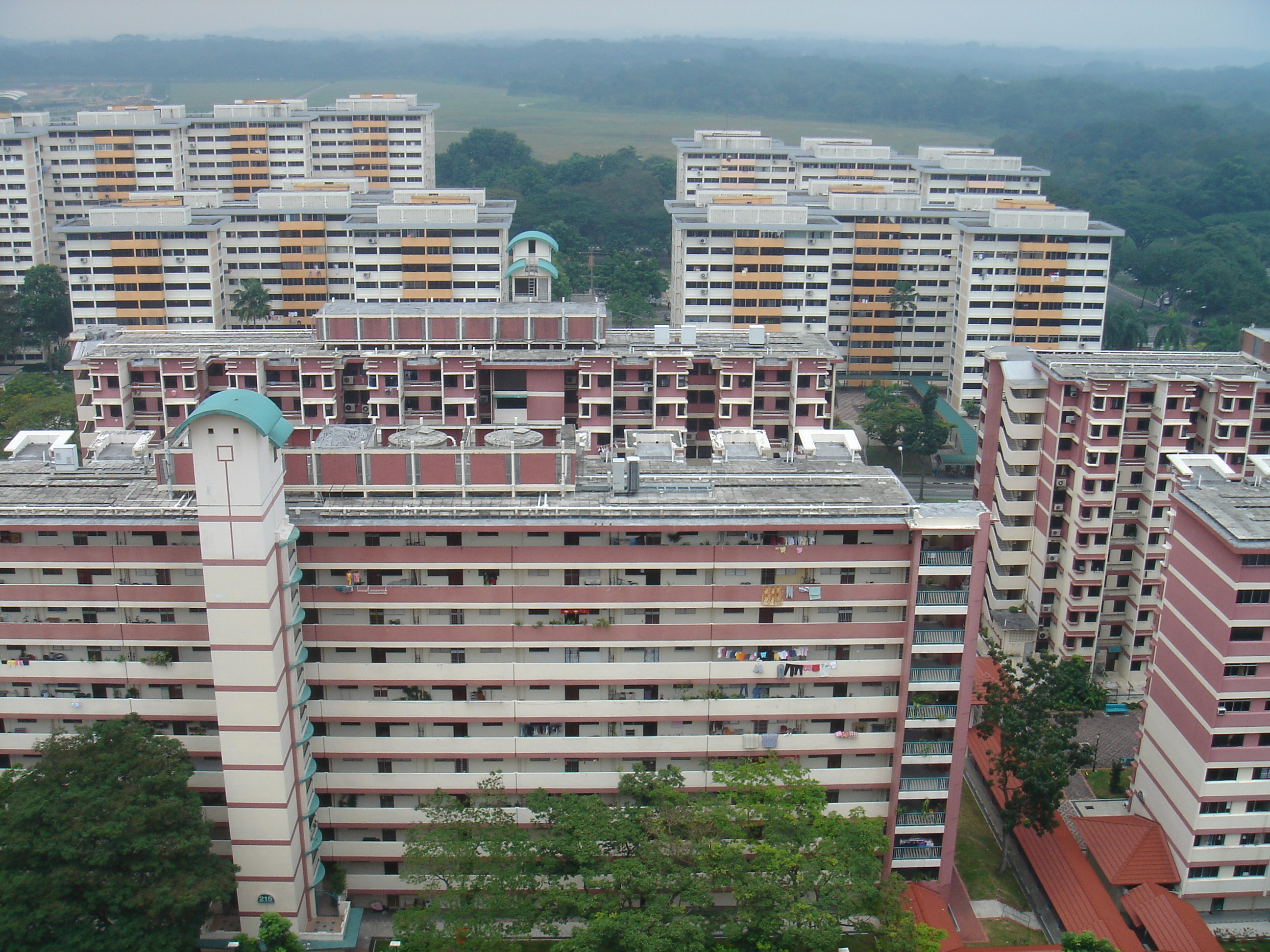
文礼
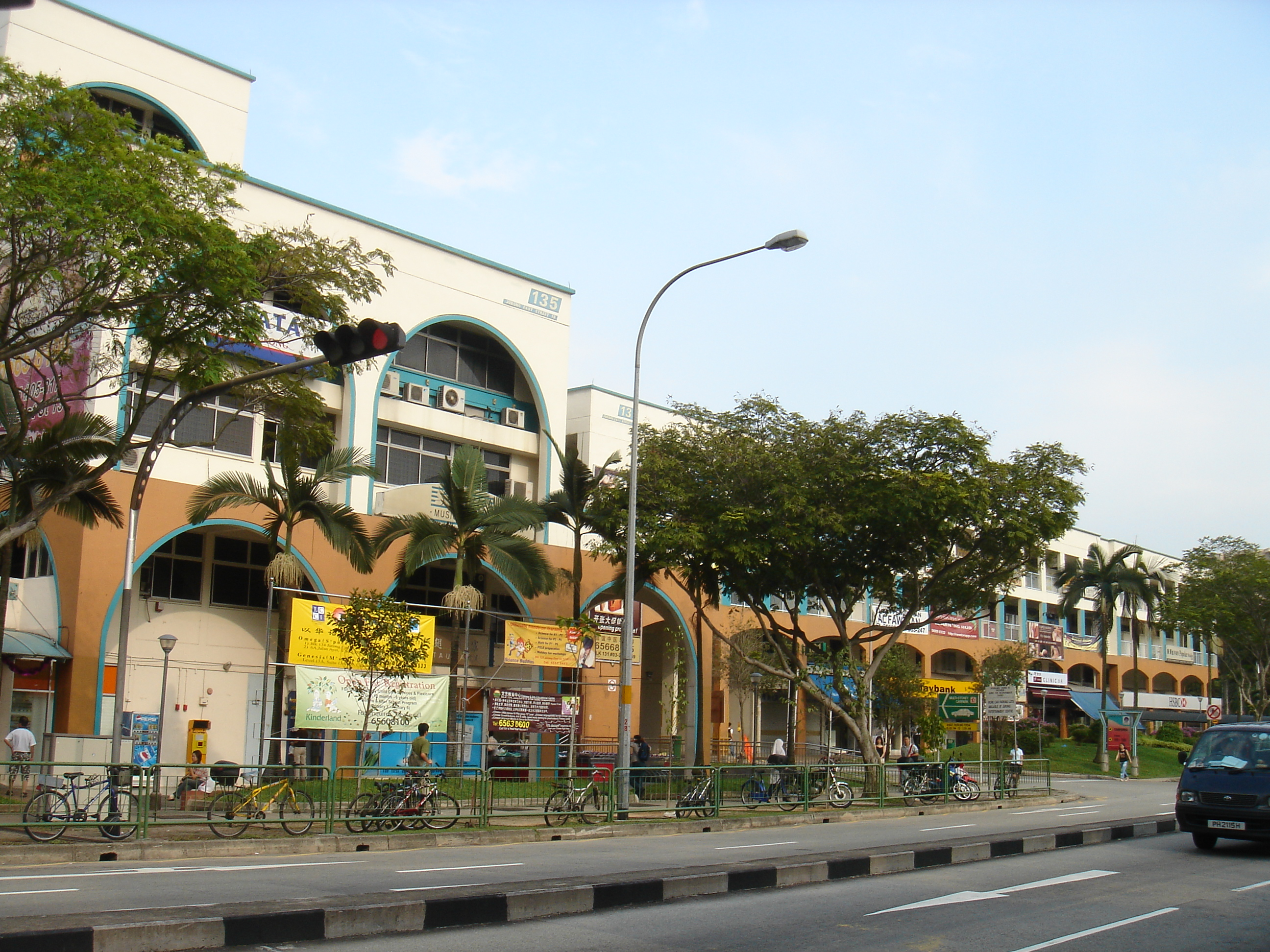
裕廊市中心
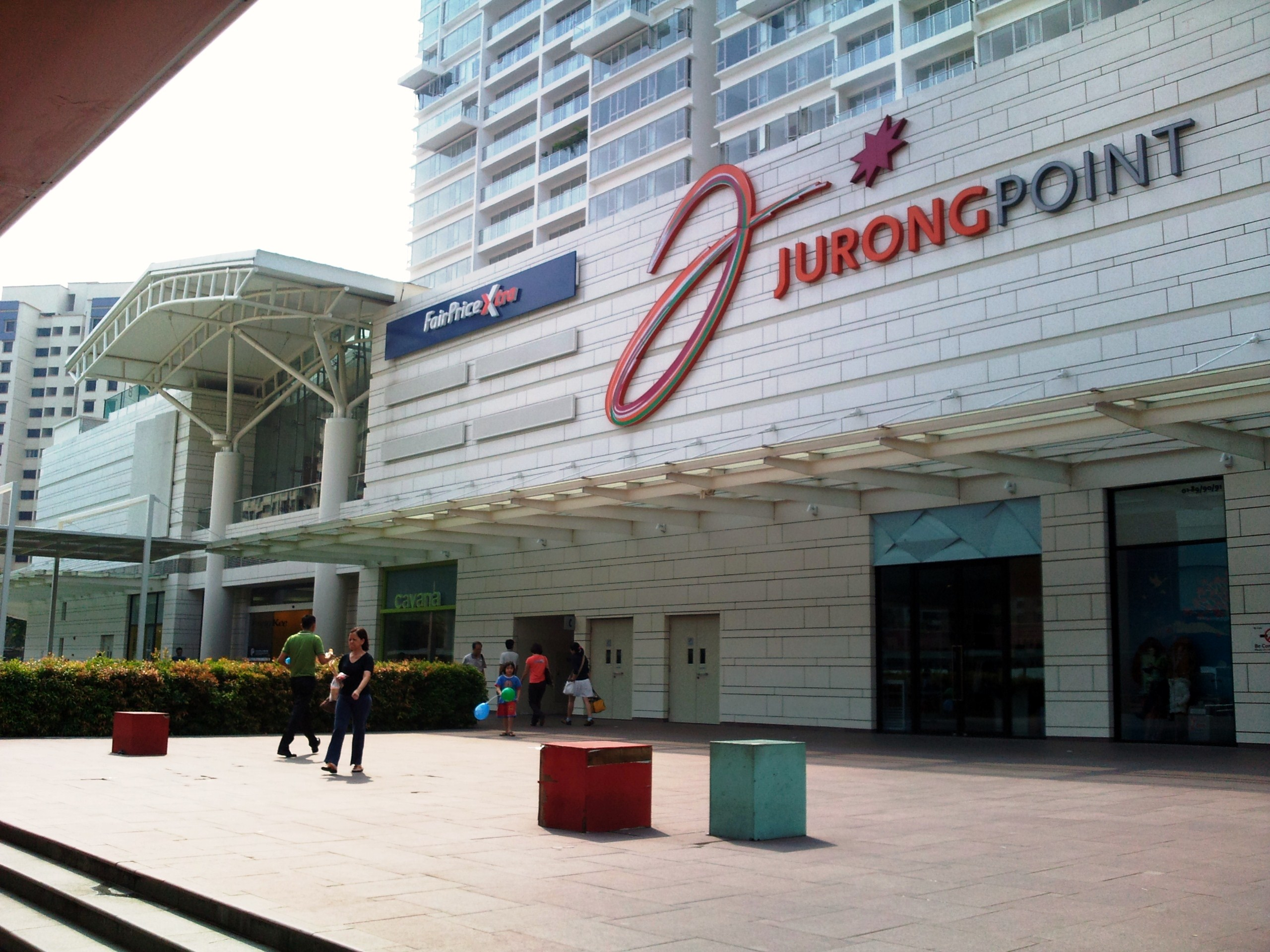
裕廊坊